# ラブール

ラプルディ
Lapurdi

フランス語：ラブール (Labourd)住民の呼称： lapurtar

ピレネー＝アトランティック県内のラブールの位置。ピンク色部分。

ラブール（フランス語: Labourd）、またはラプルディ（バスク語: Lapurdi）はフランス領バスクに存在する地方区分の1つである。ピレネー＝アトランティック県のバイヨンヌ郡の一部に相当する。

## 地理
- 北 - アドゥール川とガスコーニュ
- 西 - ビスケー湾
- 東 - バス＝ナヴァール
- 南 - ギプスコア県とナバーラ州

アドゥール川、ニーヴ川、ニヴェル川、ビダソア川が流れる。
ラブールは穏やかな海洋性気候である。地形は丘陵で、東と南に向かって標高が高くなっていく。山はそれほど高くない。ラブール最高峰のラ・リューヌは標高905 mである。アドゥール川下流域は平坦である。

## 面積・人口
バイヨンヌとブコーを含めて面積は858平方kmであり、バスク地方全体の約4％である。およそ20万5千人の人口があり、フランス領バスクの3地方中で最も多い。ラブールに上記の都市を含めない場合、人口は15万2千人ほどである。

## 歴史
北をアドゥール川と接するラブールは、地理的にも歴史的にも海とつながりが深い。大規模な第四紀の堆積物の蓄積で海から得た土地であり、この地にはヴァスコン人が定住した。ローマ帝国の表面的な占領時代の後、彼らは半独立公国ヴァスコニア公国を建国し、ウード公はトゥール・ポワティエ間の戦いでサラセン人と戦っていた。
海はこの地方の歴史的進化で大きな役割を果たしてきた。バイヨンヌはラブールの首都の機能が与えられている。12世紀まで、バイヨンヌが州単位の行政から切り離されていたのは事実である。ラブールの歴史的な中心はユスタリッツになる。
1152年のアリエノール・ダキテーヌとイングランド王ヘンリー2世の結婚後、ラブールの土地はイングランド王のものとなり、複数の陰謀の舞台となった。主役の1人は、バイヨンヌの貿易と経済を発展させたことで有名なリチャード獅子心王である。
イングランドの影響は1450年まで続いた。エィエール城で平和条約に調印した後、ラブールはフランス王国に返還された。1609年には国務院顧問ジャン・デスパニェとピエール・ダンクルが魔女裁判を導いた。

## 文化
言語
フランス国内であるため、公用語はフランス語である。古くから住民が話すバスク語の他、対スペイン国境の街アンダイエなどではスペイン語を話す。アングレットやバイヨンヌではガスコーニュ語を話す住民もいる。
この地方のバスク語の方言は、ラプルディ方言である。
ラブール住民のアイデンティティ
バスク民族主義党の毎月のスローガンにおいて編集者は、2007年に「今おそらく最も北バスクでバスク人であることの思い入れがないのは、ラブール住民である」と述べる一方、「ラブール人の意識は低い? ラブール人アイデンティティーは死んでしまっている? 誰もがアイデンティティーの長いサイクルを予想することはできない」と締めくくっている。